# Lundia cordata
Lundia cordata là một loài thực vật có hoa trong họ Chùm ớt. Loài này được (Vell.) DC. mô tả khoa học đầu tiên năm 1845.